# 吳文騫
吳文騫（1977年6月9日—）是臺灣基隆市人，馬拉松長跑運動員。基隆市聖心高中汽車修理科、國立體育學院畢業，曾代表台灣參加2004年雅典奧運及2008年北京奧運的男子馬拉松比賽。

## 獲獎紀錄
- 1995年臺灣區中等學校運動會田徑高男組，三千公尺障礙冠軍(9分39秒62)
- 1997年全國大專校院運動會田徑公開男生組，三千公尺障礙冠軍(9分29秒73)
- 1997年全國大專校院運動會田徑公開男生組，五千公尺冠軍(15分24秒84)
- 1997年曾文水庫馬拉松，冠軍(2小時27分15秒)
- 1998年全國大專校院運動會田徑公開男生組，三千公尺障礙冠軍(9分07秒52)
- 1998年全國大專校院運動會田徑公開男生組，一萬公尺冠軍(32分19秒55)
- 1998年曾文水庫馬拉松，冠軍(2小時26分52秒)
- 1999年全國大專校院運動會田徑公開男生組，三千公尺障礙冠軍(9分26秒97)
- 1999年全國大專校院運動會田徑公開男生組，一萬公尺冠軍(30分56秒27)
- 1999年中華民國全國運動會，五千公尺冠軍(14分34秒89)
- 2000年全國大專校院運動會田徑公開男生組，三千公尺障礙冠軍(8分57秒58)
- 2000年全國大專校院運動會田徑公開男生組，五千公尺冠軍(14分28秒96)
- 2000年臺北國道馬拉松，冠軍(2小時29分40秒)
- 2001年全國大專校院運動會田徑公開男生組，三千公尺障礙冠軍(8分56秒24)
- 2001年中華民國全國運動會田徑男子組，一千五百公尺冠軍(3分48秒05)
- 2001年中華民國全國運動會田徑男子組，一萬公尺冠軍(30分41秒11)
- 2002年太魯閣馬拉松，冠軍(2小時23分09秒)
- 2003年金山馬拉松，冠軍(2小時30分35秒)
- 2003年亞洲田徑錦標賽，三千公尺障礙亞軍(8分55秒38)
- 2003年中華民國全國運動會，五千公尺冠軍(14分30秒58)
- 2003年臺北馬拉松，冠軍(2小時22分41秒)
- 2004年全國大專校院運動會田徑公開男生組，五千公尺冠軍(14分28秒19)
- 2004年全國大專校院運動會田徑公開男生組，一萬公尺冠軍(30分37秒11)
- 2005年亞力山大中華奧林匹克路跑，男子十五公里組冠軍（44分52秒）。
- 2005年亞州田徑錦標賽，三千公尺障礙季軍(8分42秒96)
- 2005年亞州田徑錦標賽，五千公尺季軍(14分32秒43)
- 2005年中華民國全國運動會，五千公尺冠軍(14分24秒06)
- 2006年金石馬拉松，冠軍(2小時28分19秒)
- 2006年ING台北國際馬拉松比賽，男子半程馬拉松冠軍。
- 2007年金石馬拉松，冠軍(2小時30分12秒)
- 2007年中華民國全國運動會，五千公尺冠軍(14分21秒74)
- 2007年ING台北國際馬拉松比賽，男子馬拉松台灣組冠軍。
- 2008年ING台北馬拉松，男子全程馬拉松第五名。
- 2009年第七屆舒跑杯路跑賽競賽組，九公里冠軍(27分00秒)
- 2010年全國大專校院運動會田徑公開男生組，五千公尺冠軍(14分43秒36)
- 2010年全國大專校院運動會田徑公開男生組，一萬公尺冠軍(30分07秒25)
- 2012年第10屆台北市舒跑杯路跑賽，男子全程馬拉松9KM第二名（29分07秒）。

## 資歷
- 基隆市立中山高級中學田徑中長跑教練。
- 1998年國際田徑邀請賽，三千公尺障礙8分57秒71
- 1999年中華民國全國運動會田徑男子組，三千公尺障礙8分57秒51
- 2000年亞洲田徑錦標賽，三千公尺障礙8分56秒74
- 2001年東亞運動會，三千公尺障礙8分44秒15
- 2001年世界大學運動會，三千公尺障礙8分40秒25
- 2002年全國田徑菁英賽，三千公尺障礙8分52秒92
- 2002年國際田徑邀請賽，三千公尺障礙8分48秒40
- 2002年亞洲田徑錦標賽，三千公尺障礙8分52秒80
- 2002年第十四屆亞洲運動會田徑，三千公尺障礙8分34秒76
- 2002年第十四屆亞洲運動會田徑，五千公尺第六名(13分54秒42)
- 2003年世界室內田徑錦標賽預賽，三千公尺8分14秒61
- 2003年新加坡田徑公開賽，三千公尺障礙8分53秒28
- 2004年泰國田徑公開賽，三千公尺障礙8分46秒87
- 2004年夏季奧林匹克運動會，馬拉松決賽第五十六名(2小時23分54秒)
- 2005年泰國田徑公開賽，三千公尺障礙8分47秒14
- 2005年全國中等學校田徑錦標賽公開組，三千公尺障礙8分57秒51
- 2005年東亞運動會，三千公尺障礙8分50秒41
- 2006年泰國田徑公開賽，三千公尺障礙8分53秒36
- 2006年第十五屆亞洲運動會田徑，三千公尺障礙第八名(9分12秒31)
- 2008年國際田徑邀請賽，三千公尺障礙8分56秒79
- 代表2008年夏季奧林匹克運動會中華台北代表團田徑馬拉松項目B標國手，以兩小時二十六分五十五秒完賽，排名第五十九
- 2009年國際奧林匹克路跑，八公里25分54秒
- 2009年中國田徑大獎系列賽，三千公尺障礙8分55秒29
- 2010年全國暨臺北市春季(青年盃)田徑公開賽，三千公尺障礙8分54秒77
- 2010年臺北國際田徑邀請賽，一千五百公尺決賽3分53秒37
- 2010年第十六屆亞洲運動會田徑，三千公尺障礙第七名(9分0秒80)
- 2010年第十六屆亞洲運動會田徑，一萬公尺第十名(30分7秒87)

## 外部連結
- 吳文騫在国际奥林匹克委员会的资料
- 吳文騫在的頁面